# Procédé Linde

Composition de l'air sec.

Le procédé Linde est une technique de liquéfaction des gaz mise au point en 1895 par Carl von Linde pour la séparation des mélanges gazeux. Il permet de liquéfier les mélanges gazeux comme l'air ainsi que les gaz atmosphériques tels l'oxygène, l'azote et l'argon (un gaz rare) en quantités industrielles. Il peut ainsi servir en réfrigération pour les températures comprises entre 77 et 100 K.

## Historique
Quoiqu'elle ne fût développée initialement qu'à des fins académiques,, cette technique, brevetée simultanément (en 1895) par l'ingénieur allemand Linde et l'avocat anglais William Hampson (1854-1926), trouva sa première application industrielle importante dès 1902 comme étape-clef de l'usine d'extraction d'oxygène (LZA) aménagée par Carl von Linde. Ce type de réacteur est toujours utilisé pour l'obtention d'oxygène liquide ou gazeux, d'azote liquide et de gaz rare ; pour les applications proprement cryogéniques, en revanche, le procédé Linde primitif n'est plus employé, car les turbodétendeurs, constitutifs du procédé Claude, sont plus efficaces: ces machines n'exploitent pas l'effet Joule-Thomson, mais assurent un abaissement de température le plus adiabatique possible en absorbant l'énergie cinétique du gaz en phase d'expansion. Dans le procédé Linde primitif, c'est-à-dire dans l'expansion isenthalpique à travers une tuyère, au contraire, non seulement cette énergie n'est pas utilisée, mais elle dégrade le rendement par frottement dans la paroi poreuse. C'est pourquoi avec l'hélium, par exemple, dont la température d'inversion est très basse (40 K soit −233 °C), il faut préalablement abaisser la température du gaz pour le liquéfier par le procédé Linde.
Depuis 1970, les gaz atmosphériques sont liquéfiés en combinant le procédé Linde et le procédé Claude : une partie du gaz est détendu par le procédé Linde, cependant que la détente isentropique (procédé Claude) du reste du gaz fournit le travail mécanique utile à la compression de l'étage amont.

## Principe

Le procédé Linde-Fränkl et ses « régénérateurs » à feuilles métalliques.

La détente isenthalpique d'un gaz réel dans une tuyère s'accompagne d'une variation de sa température (effet Joule-Thomson) ; mais le modèle du gaz parfait est trop sommaire pour rendre compte de ce phénomène. Le sens de cette variation de température dépend de la température initiale du gaz : si elle est au-dessus de la température d'inversion (c'est-à-dire la température à laquelle le coefficient de Joule-Thomson du gaz change de signe), le gaz s'échauffe par expansion (précisément par détente isenthalpique, car l'enthalpie se conserve si l'expansion se fait à pression constante), et si elle est inférieure, le gaz se refroidit : c'est sur ce principe qu'est conçu le procédé Linde.
Pour atteindre le point d'ébullition extrêmement bas de nombreux gaz (−183 °C pour l'oxygène, −196 °C pour l'azote), on refroidit ces gaz condensés par échange thermique à contre-courant avec un gaz qui vient de subir une détente.

## Exploitation industrielle

Schéma du procédé Linde (p_{1} > p_{2}).

Le procédé Linde n'a longtemps été utilisé que pour la réfrigération et la liquéfaction des gaz atmosphériques (l'oxygène, l'azote, l'argon et quelques autres gaz rares).

### Liquéfaction de l'air
Un compresseur comprime généralement l'air jusqu'à environ 200 bar, ce qui augmente la température du gaz d'environ 45 °C : supposons, par exemple, que sa température passe ainsi de +20 °C à +65 °C. L'air comprimé et échauffé, est ensuite refroidi dans un échangeur jusqu'à revenir à la température ambiante. L'unité de liquéfaction échauffe l'extérieur. L'air est ensuite lavé et filtré pour le débarrasser de sa vapeur d'eau, des poussières, d'hydrocarbures, de gaz hilarant et de gaz carbonique car la présence d'hydrocarbure ou de protoxyde peut provoquer une détonation, voire l'explosion de la colonne de distillation. Ensuite une turbine provoque la détente de l'air, abaissant sa température assez près du point de liquéfaction (env. −170 °C) pour qu'une seconde détente provoque sa liquéfaction complète.
L'ingénieur Fränkl a remplacé le récupérateur à contre-réaction par un régénérateur, plus facile à usiner et plus fiable qu'un serpentin : il s'agit d'un empilement de rubans métalliques striés (en aluminium), les stries faisant un angle de 45° avec les bords du rubans,. Cette invention a été brevetée en 1931 comme procédé Linde-Fränkl par Linde AG, et exploitée commercialement jusqu'en 1990 ; depuis, en effet, la technologie des échangeurs à contre-flux s'est de nouveau imposée grâce à l’incorporation d'un étage de séchage et lavage par adsorption.
L'air liquide a une masse volumique d'environ 875 kg/m3 (0,875 g/cm3). Sous la pression atmosphérique, sa température est de −194,25 °C, soit 78,9 K. Lorsqu'il entre en ébullition, sa température reste constante car la chaleur est convertie en énergie de vaporisation. Comme l'oxygène et l'azote ont des températures d'ébullition différentes, l'azote s'évapore en premier et la température de l'air encore liquide remonte légèrement, jusqu'à atteindre 81,7 K. Le débit d'air qui se vaporise dépend de la chaleur apportée ou soutirée à l'enceinte, car cette chaleur est consommée par le changement d'état. Ainsi, selon la taille et le calorifugeage de l'enceinte, l'air peut être conservé en liquide entre quelques heures et plusieurs jours. Mais l'air liquide ne doit être stocké que dans des bouteilles munies de soupapes de sûreté, car l'échauffement graduel du gaz provoque une augmentation de pression suffisante pour faire exploser une bouteille d'acier.

### Décomposition de l'air

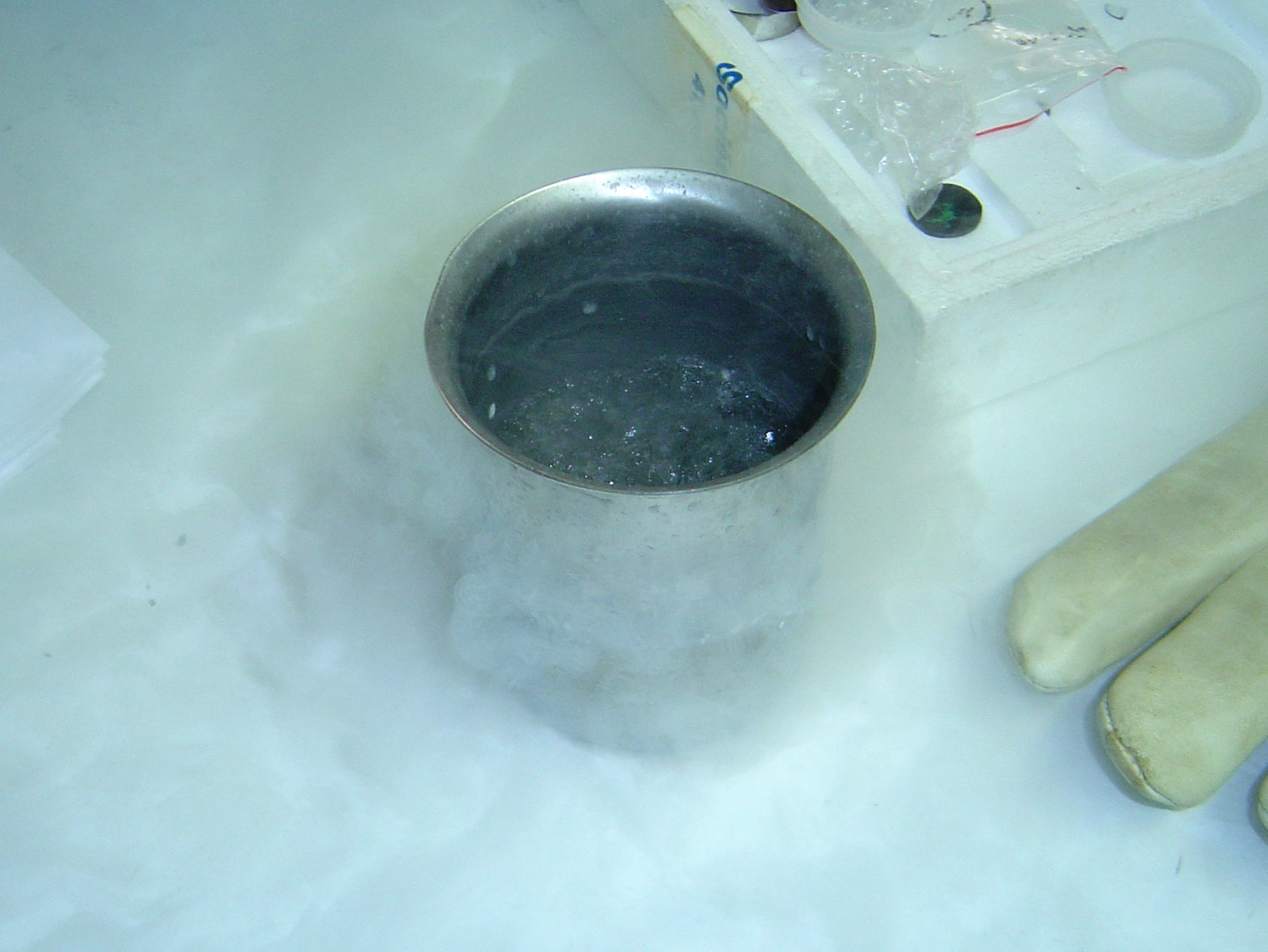
Azote en ébullition dans un bécher métallique.

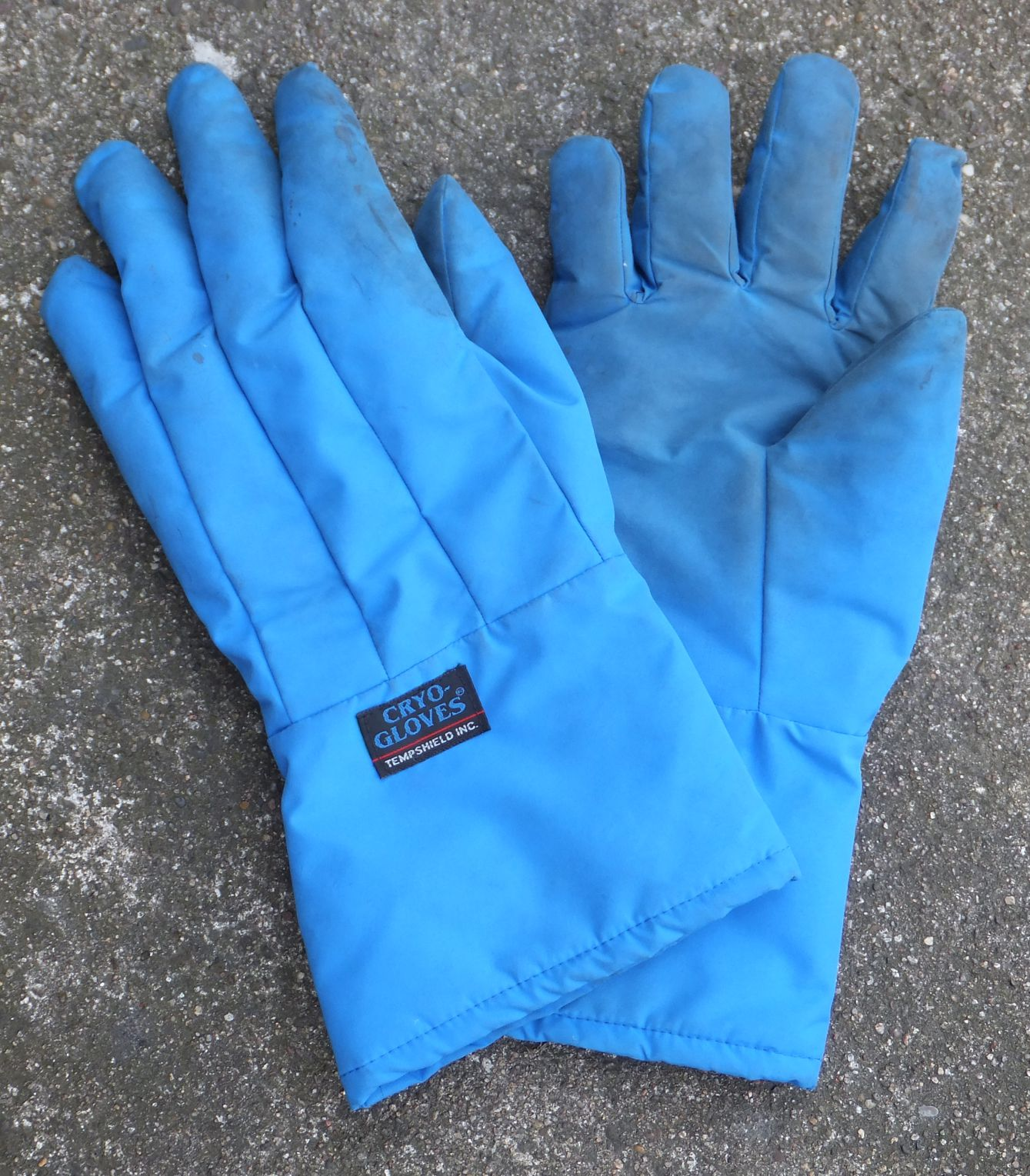
Gants cryogéniques pour la manipulation des gaz liquéfiés.

Une fois l'air liquéfié, on peut le résoudre en ses différents composants par distillation fractionnée en exploitant leurs différentes températures d'ébullition ; mais les températures d'ébullition de l'oxygène et de l'azote sont tout de même assez voisines, et c'est pourquoi on a recours à une colonne de distillation : l'air liquide est injecté vers le bas à travers une succession d'échangeurs, à contre-courant de l'air gazeux qui, lui, convecte vers le haut. L'air liquide soutire l'oxygène de l'air gazeux et l'enrichit corrélativement en azote. Cette opération est conduite sous une pression d'environ 5–6 bar. Ainsi l'air liquide s'enrichit en oxygène, et l'air gazeux en azote.

### Liquéfaction de l'hydrogène et de l'hélium
Pour liquéfier l'hydrogène et l'hélium par le procédé Linde, il faut d'abord les amener au-dessous de leur température d'inversion {\displaystyle T_{\text{i}}} : c'est en général ce que l'on fait pour l'air liquide. L'hélium, une fois liquéfié, entre à la pression atmosphérique en ébullition à seulement 4,2 K. C'est d'ailleurs la plus basse température d'ébullition de tous les éléments chimiques. Par pompage de la vapeur d'hélium, on pompe la chaleur de l'hélium liquide, ce qui permet d'abaisser encore sa température ; mais comme la pression de vapeur diminue très rapidement avec la température, on ne peut, par ce procédé, descendre en dessous de 0,84 K : la pression de vapeur est alors de 0,033 mbar.

## Interprétation physique
Le procédé Linde repose sur l'effet Joule-Thomson. Dans un gaz parfait, la taille des molécules est négligeable : c'est pourquoi la température de ces gaz est indépendante du volume qu'ils occupent ; mais dans les gaz réels, au contraire, les molécules restreignent l'espace accessible aux autres molécules, ce que traduit la notion de covolume. L'énergie d'un gaz réel varie dans une détente adiabatique (une détente sans échange de chaleur), sans qu'on fournisse pour cela aucun travail mécanique : cette variation se mesure à celle de la température du gaz.
Si l'on met en communication deux enceintes, A et B contenant un gaz initialement à température et pression égale à travers une paroi poreuse, et qu'on comprime le gaz de l'enceinte A en poussant lentement un piston, les pores de la paroi, qui empêchent la formation de tourbillons et infléchissent incessamment les jets de fluide, absorbent l'énergie cinétique microscopique des particules, et la température des deux enceintes devient légèrement différente. Pour le gaz carbonique, l'abaissement de température est de 0,75 K pour 1 bar de dépression, et pour l'air environ 0,25 K.
L'explication réside dans le fait que dans l'enceinte A le volume {\displaystyle V_{\text{A}}} varie, le piston apportant au gaz un travail mécanique {\displaystyle p_{1}V_{1}}. L'enceinte B reçoit un débit de gaz et oppose au piston un travail {\displaystyle p_{2}V_{2}}. La différence d'énergie est convertie en énergie interne U du gaz.
{\displaystyle p_{1}\cdot V_{1}-p_{2}\cdot V_{2}=U_{2}-U_{1}}, autrement dit : {\displaystyle U_{1}+p_{1}\cdot V_{1}=U_{2}+p_{2}\cdot V_{2}}
Par l'effet de la paroi poreuse, l'enthalpie {\displaystyle H=U+p\cdot V} reste constante. Or l'énergie interne d'un gaz de van der Waals est donnée par {\displaystyle U={\frac {1}{2}}fnRT-{\frac {an^{2}}{V}}}, où {\displaystyle f} est le nombre de degrés de liberté d'une particule.
En utilisant l'équation de van der Waals :
{\displaystyle H=U+pV={\frac {1}{2}}fnRT-{\frac {an^{2}}{V}}+\left({\frac {nRT}{V-nb}}-{\frac {an^{2}}{V^{2}}}\right)\cdot V=nRT\left({\frac {f}{2}}+{\frac {V}{V-nb}}\right)-{\frac {2an^{2}}{V}}}
Comme l'enthalpie se conserve, la forme différentielle exacte associée est nulle :
{\displaystyle dH={\frac {\partial H}{\partial V}}dV+{\frac {\partial H}{\partial T}}dT=0}
On en déduit la différentielle de la température {\displaystyle \mathrm {d} T} :
{\displaystyle dT=-{\frac {{\dfrac {\partial H}{\partial V}}dV}{\dfrac {\partial H}{\partial T}}}={\frac {{\dfrac {nbT}{(V-nb)^{2}}}-{\dfrac {2an}{RV^{2}}}}{{\dfrac {f}{2}}+{\dfrac {V}{V-nb}}}}dV\approx n{\frac {bRT-2a}{\left({\dfrac {f}{2}}+1\right)RV^{2}}}dV}
La variation de température est donc positive aux température élevées, et elle change de signe lorsque l'on passe sous la température {\displaystyle T_{\text{i}}={\frac {2a}{Rb}}}, qui est la température  d'inversion.
Au-dessus de {\displaystyle T_{\text{i}}}, un gaz s'échauffe par détente, et en-dessous il se refroidit. Pour le gaz carbonique et l'air (633 °C), {\displaystyle T_{\text{i}}} est bien au-dessus de la température ambiante, mais pour l'hydrogène elle n'est que de −80 °C.
Pour un gaz réel, une constante {\displaystyle a} élevée signifie que sa température s'abaisse fortement dans une détente. En effet, l'expansion du gaz dans la détente signifie un éloignement moyen des molécules, éloignement qui s'oppose aux forces d'attraction intermoléculaire caractérisées par la constante {\displaystyle a}. Le travail mécanique consommé par cette interaction diminue l'énergie cinétique microscopique, ou l'agitation moléculaire, du gaz, et donc abaisse sa température.

## Alternatives
La production d'azote et d'oxygène de haute pureté s'effectue aujourd'hui par des procédés plus économiques :
- séparation membranaire : par diffusion à travers une membrane filamentaire, on peut enrichir l'azote et l'oxygène de 40 % par un jet d'air liquide ;
- adsorption par inversion de pression (pressure swing adsorption, ou PSA) : l'azote de l'air est extrait à travers un tamis moléculaire (CMS – carbon molecular sieve), l'oxygène à travers une trémie de zéolithes[11].